# Mořic z Ditrichštejna
Mořic Josef Jan Nepomuk kníže z Dietrichsteinu, počeštěně z Ditrichštejna (německy Moritz Joseph Johann Nepomuk Fürst von Dietrichstein-Proskau-Leslie; 19. února 1775 Vídeň – 27. srpna 1864 Vídeň)
byl rakouský šlechtic, důstojník a dvořan. V mládí sloužil v armádě, později působil u císařského dvora. Od roku 1815 byl vychovatelem Napoleona II., později byl nejvyšším komořím císařského dvora (1845–1848). V roce 1858 zdědil po synovci Josefovi titul knížete, ale protože byl bezdětný, na základě rodinné dohody z roku 1856 rezignoval na rodové dědictví na Moravě, v Čechách a Rakousku. Zemřel v roce 1864 jako poslední mužský potomek rodu Ditrichštejnů. Jméno Dietrichtein spolu s knížecím titulem získal o několik let později manžel jeho praneteře Alexandriny, rakouský ministr zahraničí Alexandr Mensdorff-Pouilly.

## Životopis

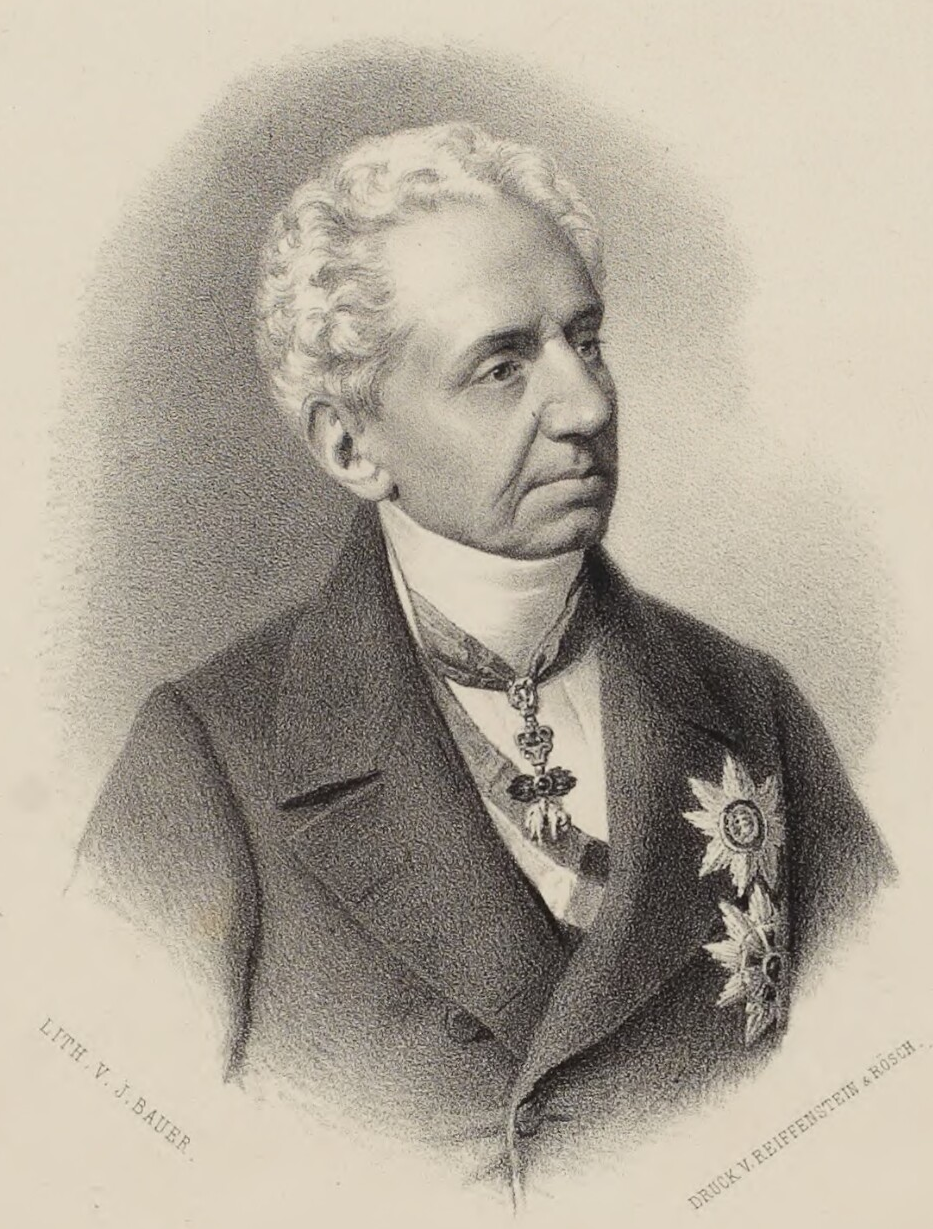
Portrét Mořice Ditrichštejna v pozdějším věku od V. J. Bauera

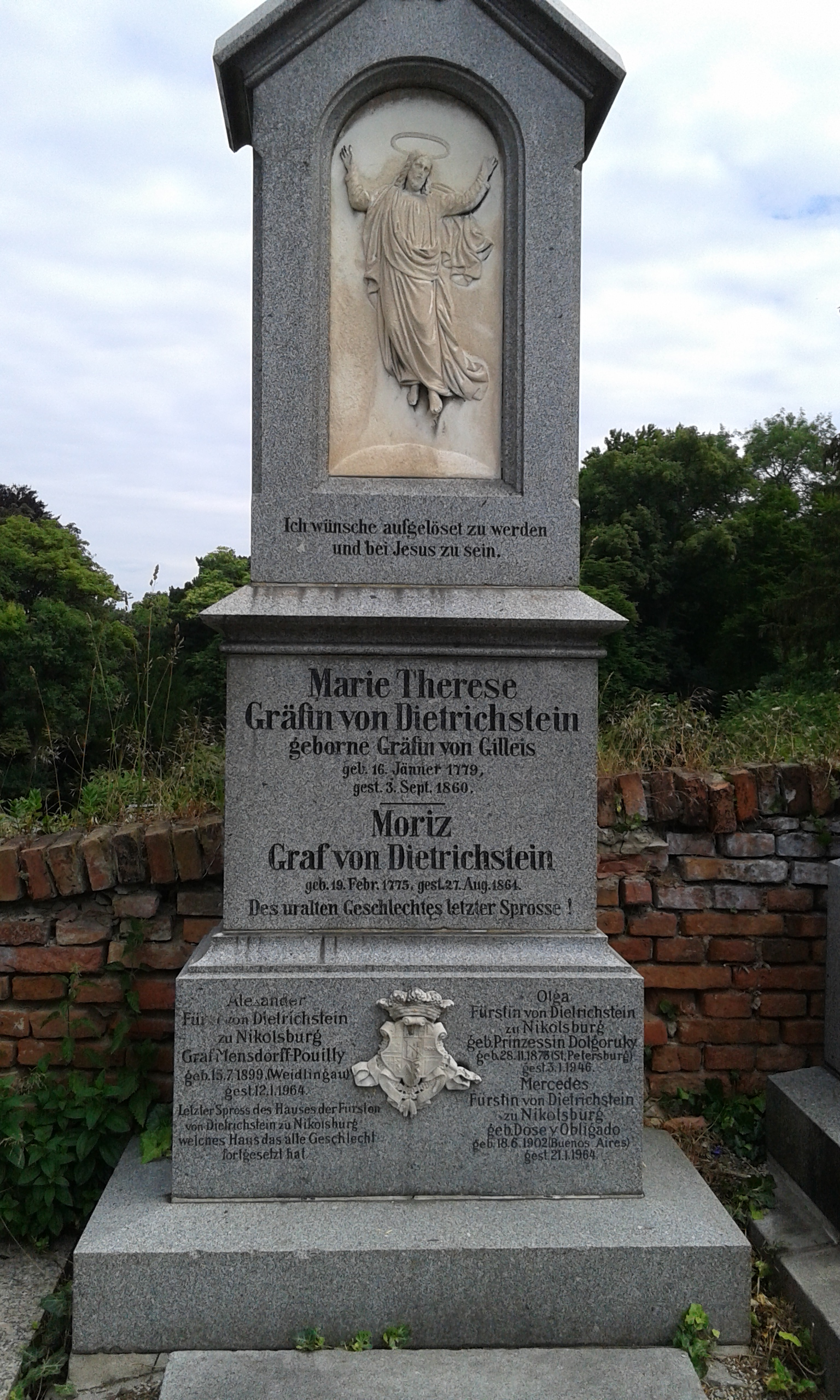
Hrob knížete Mořice z Ditrichštejna na Vídeňském hřbitově v Hietzingu

Pocházel z významného šlechtického rodu Ditrichštejnů, narodil se ve Vídni jako čtvrtý syn knížete Karla Jana z Ditrichštejna (1728–1808), matka Marie Kristina (1738–1788) pocházela z rodu Thun-Hohensteinů. 
V roce 1791 Mořic vstoupil do armády a zúčastnil se bojů proti revoluční Francii. V roce 1798 dosáhl hodnosti plukovníka a v Neapoli byl pobočníkem generála Macka. V roce 1799 byl krátce ve francouzském zajetí a o rok později z vojenských služeb vystoupil. Po Vídeňském kongresu byl jmenován nejvyšší hofmistrem a vychovatelem zákupského vévody Napoleona II. (1815–1832). Mezitím začal zastávat další funkce u dvora, byl postupně ředitelem dvorských koncertů (Hofmusikgraf, 1819–1826), ředitelem Dvorního divadla (1821–1826), prefektem dvorní knihovny (1826–1848) a ředitelem císařských mincovních a antických sbírek (1833–1848). Nakonec byl v letech 1845–1848 nejvyšším komořím císařského dvora, v letech 1846–1848 byl souběžně i nejvyšším hofmistrem. Byl též c. k. tajným radou, komořím a čestným rytířem Maltézského řádu. V roce 1861 byl jmenován dědičným členem rakouské panské sněmovny (i když v té době již dědice neměl, ale členství v horní komoře rakouského parlamentu mu náleželo automaticky jako hlavě rodu).
V roce 1856 uzavřel rodinnou dohodu se svým synovcem Josefem o naložení s ditrichštejnským dědictvím. Mořicovi bylo v té době přes osmdesát let a přežil svého jediného syna, proto se vzdal nároků na dědictví majetku (s podmínkou vysoké apanáže 40 000 zlatých ročně). Z jeho potomstva byla tehdy naživu již jen nejmladší dcera Julie (1807–1883), provdaná do rodu Oettingenů. Pro ni Mořic vyjednal "odškodnění" z ditrichštejnského dědictví ve výši půl milionu zlatých v hotovosti. Po smrti synovce Josefa (1858) převzal titul knížete, rodový majetek na Moravě, v Čechách a Rakousku si rozdělily praneteře (Terezie, Alexandrina, Gabriela a Klotylda) v roce 1862.
Zemřel ve Vídni 27. srpna 1864 jako poslední mužský potomek rodu Ditrichštejnů. Knížecí titul byl v roce 1869 přenesen na spřízněnou rodinu Mensdorff-Pouilly.

## Rodina
V roce 1800 se ve Vídni oženil s hraběnkou Terezií Gilleisovou (1779–1860), c. k. palácovou dámou, ze starobylé rakouské šlechtické rodiny, mimo jiné byla švagrovou generála Ignáce Hardegga (1772–1848), prezidenta dvorské válečné rady. Měli spolu pět dětí, z nichž dva synové zemřeli v dětství (jsou pohřbeni v Ditrichštejnské hrobce v Mikulově).
- 1. Mořic II. Jan (4. července 1801 – 15. října 1852), c. k. tajný rada, komoří, diplomat, rakouský vyslanec v Belgii 1833–1837 a 1839–1844, velvyslanec ve Velké Británii 1844–1848
  - ⚭ (1842) Eva Sofia Potocka (1. 12. 1820 Łańcut – 11. 9. 1882 Vídeň)[5]
- 2. Karel Jan (17. 5. 1802 Vídeň – 2. 7. 1804 Mikulov)[5]
- 3. Ida (24. 8. 1804 Vídeň – 15. 4. 1822), svobodná a bezdětná[5]
- 4. Alexandr (11. 1. 1806 Vídeň – 6. 2. 1806 tamtéž)[5]
- 5. Julie Františka (12. 8. 1807 Vídeň – 22. 4. 1883 Mnichov)
  - ⚭ (1831) Karel Anselm princ z Oettingen-Wallersteinu (6. 5. 1796 Wallerstein – 4. 3. 1871 Mnichov)[5]